# Amfilochiusz (Stergiu)
Amfilochiusz, imię świeckie Nikolaos Stergiu (ur. 1961 w Megarze) – duchowny prawosławny w jurysdykcji Patriarchatu Konstantynopola, od 2014 tytularny metropolita Adrianopola.

## Życiorys
Święcenia diakonatu przyjął w 1984, a prezbiteratu w 1986. Chirotonię biskupią otrzymał 18 października 2014.
W latach 2014–2022 pełnił funkcję przedstawiciela Patriarchatu w Atenach.
W czerwcu 2016 uczestniczył w Soborze Wszechprawosławnym na Krecie.